# Acalypha glabrata
Acalypha glabrata är en törelväxtart som beskrevs av Carl Peter Thunberg. Acalypha glabrata ingår i släktet akalyfor, och familjen törelväxter.

## Underarter
Arten delas in i följande underarter:
- A. g. glabrata
- A. g. pilosior